# Damjan Sziszkowski
Damjan Sziszkowski (ur. 18 marca 1995 w Skopju) – macedoński piłkarz występujący na pozycji bramkarza w cypryjskim klubie Doksa Katokopia oraz w reprezentacji Macedonii Północnej. Wychowanek Rabotniczek, w trakcie swojej kariery grał także w takich zespołach jak KAA Gent, FC Lahti oraz RoPS.